# Fontainemore
Fontainemore (pron. fr. AFI: [fɔ̃tɛnmɔʁ] , Fontènemore in patois valdostano o localmente Fountramoura, Pischu in töitschu e Péschò in titsch) è un comune italiano di 436 abitanti della Valle d'Aosta posto nella valle del Lys (o valle di Gressoney), a circa 10 chilometri di distanza dal suo imbocco a Pont-Saint-Martin. 
È il comune più orientale della regione Valle d'Aosta. Dal 2023 fa parte del circuito dei I borghi più belli d'Italia.

## Geografia fisica

### Territorio
- Classificazione sismica: zona 4 (sismicità molto bassa)[7]

## Origini del nome
Il toponimo Fontainemore deriva probabilmente da un'antica fontana denominata in francese Fontaine de Saint-Maur, le cui acque avrebbero avuto dei riflessi fluorescenti a causa di lucciole.
Un'altra teoria afferma che il toponimo deriverebbe da Fontaine de la mort, che in francese significa "fontana della morte", a causa della presenza di arsenico nelle sue acque.
Un'altra leggenda narra che il toponimo deriva da Fontana Mora, cioè Fontana scura, a causa del colore dato dalle alghe sul fondo.

## Storia
Secondo una leggenda, nel 543 il monaco san Maurizio raggiunse un piccolo villaggio della Valle del Lys provenendo da Oropa attraverso il Col de la Balme. Dalla pietra su cui si sedette sulla piazzetta del villaggio sgorgò dell'acqua. Egli esortò allora la popolazione a costruire una cappella da dedicare a sant'Antonio abate, che fu terminata nel VII secolo. In ricordo di questo evento, il paese fu chiamato Fontaine-Maure (dal francese, lett. Fontana Maura).
Fontainemore è stato sede cantonale all'interno dell'arrondissement d'Aoste, dal 1802 al 1814.
In epoca fascista, il comune fu accorpato a quello di Lilliana.
Nel 2022, Fontainemore viene selezionato come comune valdostano destinatario dei fondi del Piano Nazionale di Ripresa e Resilienza per la rigenerazione di borghi a rischio abbandono.

### La parrocchia di Fontainemore

La chiesa parrocchiale di Sant'Antonio.

La cappella di Sant'Antonio divenne il luogo di culto per la popolazione locale, dove una volta alla settimana si recava un prete da un villaggio vicino per celebrare la messa. Nel 732, fu costituita la parrocchia di Perloz, e quella di Fontainemore ne fece parte fino al 29 settembre 1483, quando le richieste insistenti della popolazione furono accolte. Ciononostante, la parrocchia di Fontainemore divenne indipendente a quella di Perloz solo nel 1693.

### I signori de Vallaise
La signoria de Vallaise, la seconda famiglia nobiliare valdostana per importanza dopo quella de Challant, comparve nella valle del Lys per la prima volta nel XII secolo, e vi rimase fino al XVIII, esercitandovi l'autorità amministrativa e giuridica. Numerosi documenti indicano Fontainemore come il capoluogo della circoscrizione giudiziaria dei Vallaise per più di 155 anni (dal 1592 al 1777). Le udienze avevano luogo nel villaggio Colombit, dove venivano anche pronunciate le sentenze.

### La scuola
Nel 1678 un muratore di Fontainemore, Jean-Pierre Aguettaz, offrì mille scudi per costruire una scuola. Il piccolo borgo divenne quindi la sede della prima école de hameau della Valle d'Aosta. Tra il XVIII e il XIX secolo, sei villaggi del comune disponevano di una scuola e nel capoluogo si trovavano anche una scuola materna e una scuola secondaria di geometria.

### L'emigrazione
L'emigrazione è stata sempre una condizione abituale per gli abitanti di Fontainemore nel corso dei secoli. In particolare, i flussi stagionali erano costituiti da muratori, che si spostavano nelle regioni limitrofe della Francia (soprattutto in Savoia) e della Svizzera (soprattutto nel Vallese). Verso la fine del XIX e l'inizio del XX secolo, l'emigrazione da Fontainemore divenne una condizione definitiva.

### Simboli
Lo stemma comunale e il gonfalone sono stati concessi con decreto del presidente della Repubblica dell'8 novembre 1991.
(D.P.R. 8 novembre 1991)
Il campo dello scudo riporta lo stemma dei Vallaise che dominarono su gran parte della bassa valle della Dora Baltea e su quasi tutta la valle del Lys a partire dal XII secolo e si estinsero nel 1852. Sul tutto è riprodotto uno scorcio del capoluogo comunale, con il campanile della chiesa parrocchiale di Sant'Antonio e il ponte a schiena d’asino, costruito nel XVII secolo.

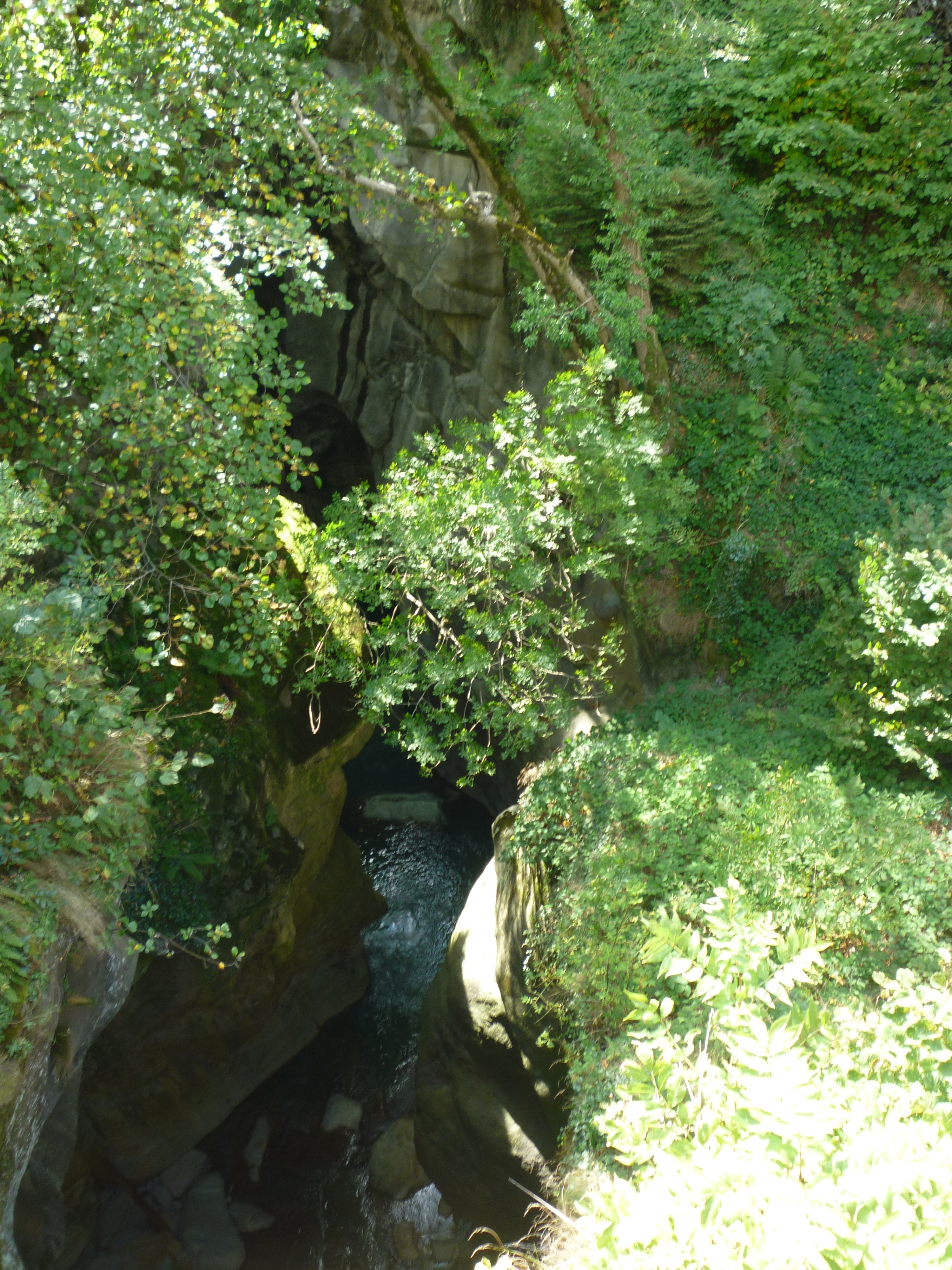
Il Gouffre de Guillemore

Il gonfalone è un drappo di bianco.

## Monumenti e luoghi d'interesse
- La chiesa parrocchiale di Sant'Antonio Abate
- La cappella di San Rocco
- Cappella di San Sebastiano in località Colombit
- Il ponte medievale su Lys
- La fontana dedicata al reverendo Joseph Creux, originario di Fontainemore
- L'architettura rurale nelle varie frazioni, in particolare nel villaggio di Farettaz
- Il monumento ai caduti
- La Riserva naturale Mont Mars
- Il Gouffre de Guillemore: un orrido scavato nella roccia da cui precipita il torrente Lys. Fa parte del "sentiero degli orridi" che attraversa i quattro comuni di Pontboset (Orrido di Ratus), Champorcher (Gouilles du Pourtset), Fontainemore e Hône (le goye di Hône).
- Punta Leretta, meta scialpinistica.

## Cultura

### Istruzione

#### Musei
- Ecomuseo della media montagna, in località Pra dou Sas[12][13]
- Esposizioni del Centro Visitatori della Riserva naturale del Mont Mars: "La fauna della Riserva" e "La processione di Oropa"[14]

### Eventi
L'emigrazione dei muratori di Fontainemore in Savoia è legata a una tradizione. Nel 1380, le reliquie di San Grato furono rubate dalla cattedrale di Aosta. Dei muratori di Fontainemore le ritrovarono in Savoia e le riportarono a Aosta attraversando il Col du Mont (2646 metri), la Valgrisenche e uno strapiombo su un lago che venne battezzato Lac de Saint-Grat in suo onore. In ricordo di questo avvenimento, ancora oggi dei muratori di Fontainemore hanno l'onore di trasportare, in abito tradizionale, le reliquie in processione a Aosta nel giorno della festa del Santo Patrono della Valle d'Aosta, il 7 settembre.
- La Processione da Fontainemore a Oropa, ogni 5 anni, per una tradizionale processione di cui si ha notizia già nel 1557 e che è forse la più antica processione mariana valdostana[15][16].
- Eunna neuit à Boures de Gris (che significa in patois, Una notte a Bourg de Gris): "veillà" nelle vie del borgo lungo il Lys.

## Società

### Evoluzione demografica
Abitanti censiti

### Lingue e dialetti

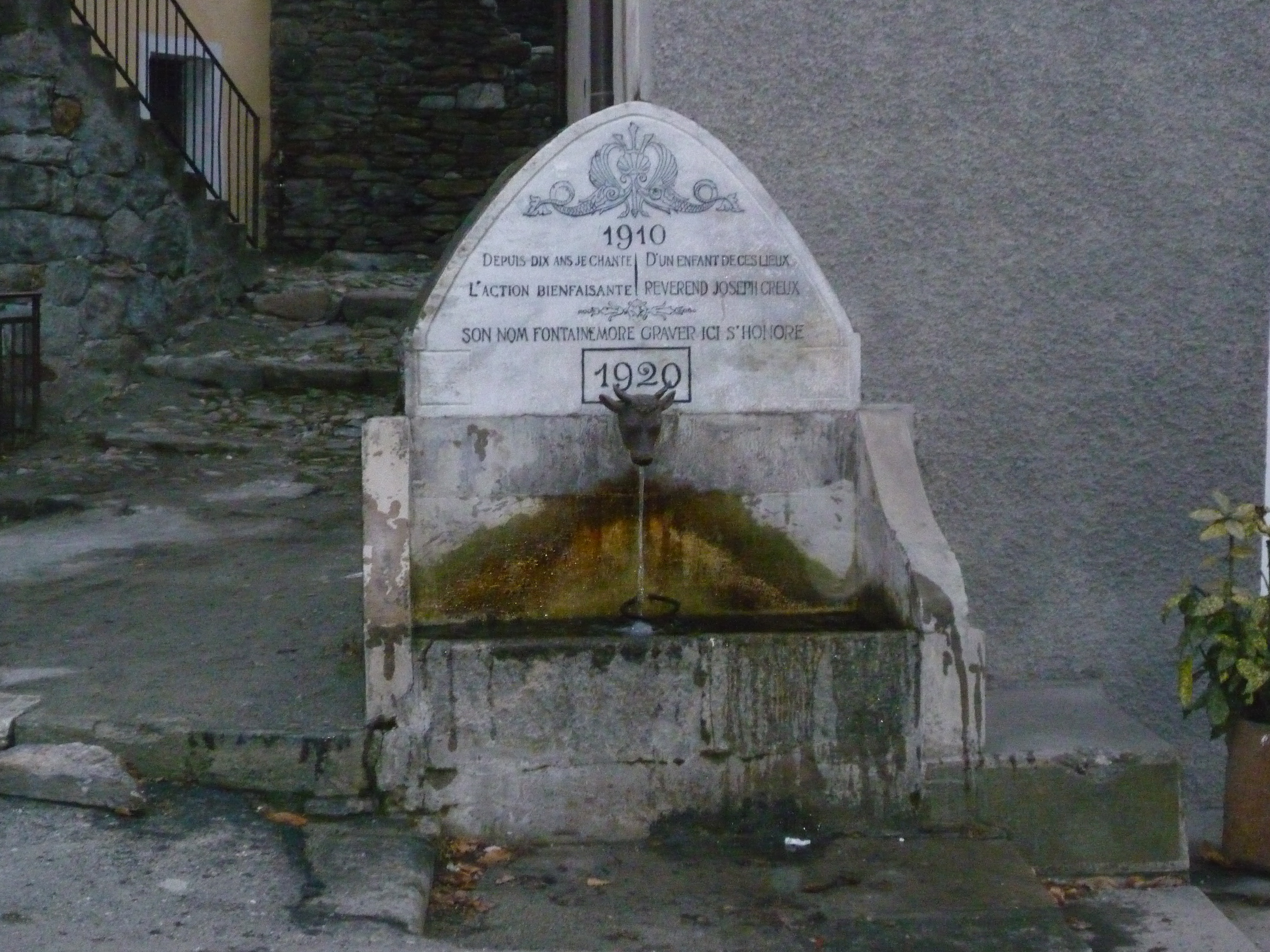
Fontana dedicata al reverendo Joseph Creux, originario di Fontainemore.

Il territorio di Fontainemore si pone al confine etnico-linguistico tra la popolazione valdostana francoprovenzale e la minoranza di ceppo walser di Issime. Tale separazione è tradizionalmente simboleggiata dal Gouffre de Guillemore, un orrido nella roccia da cui precipita il torrente Lys. Come nel resto della regione, anche in questo comune è diffuso il patois valdostano.
In virtù della vicinanza geografica e dei rapporti storici con il Canavese, la popolazione locale capisce anche il piemontese.

## Amministrazione

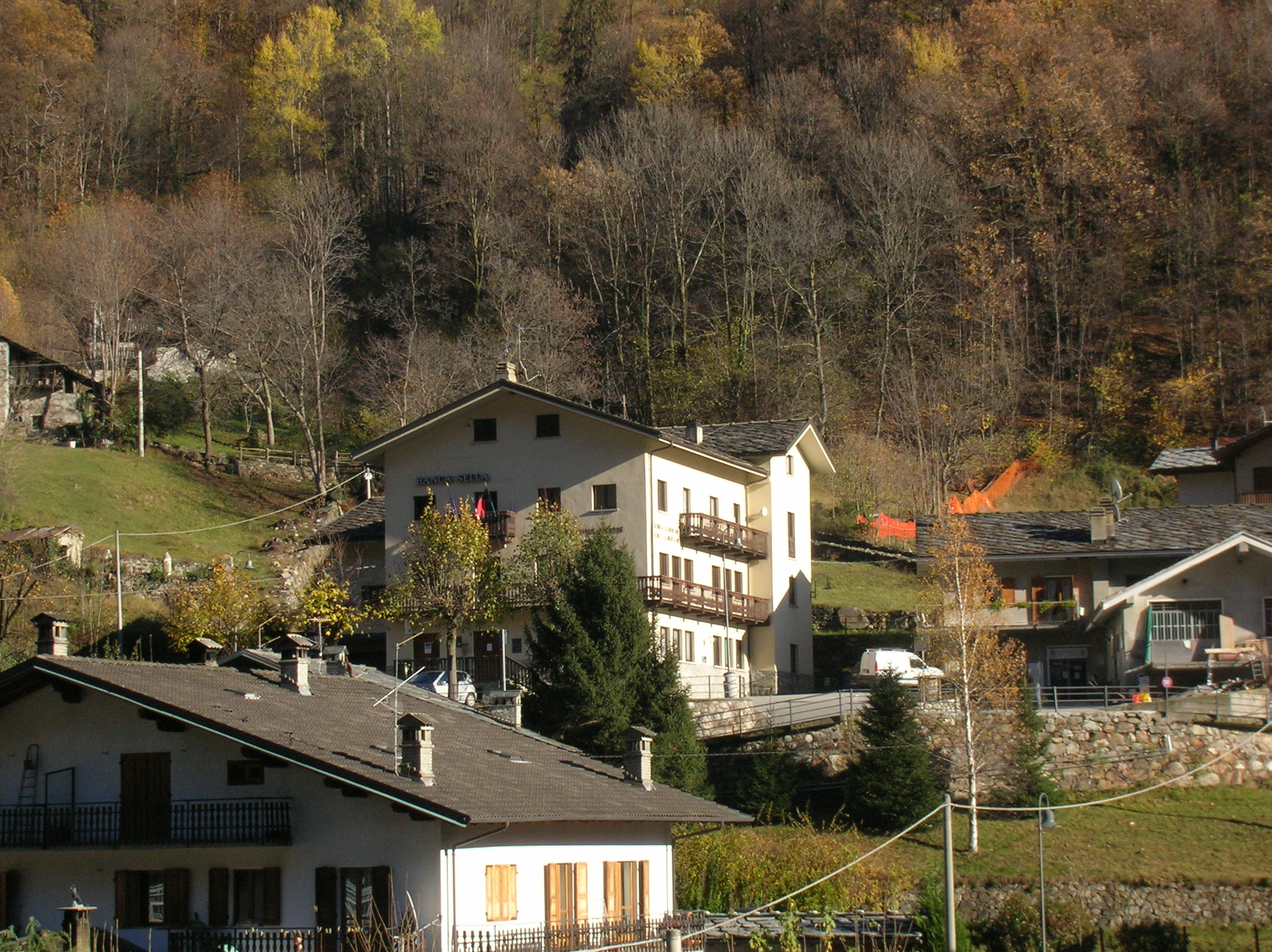
Il municipio

Fa parte dell'Unité des Communes valdôtaines Mont-Rose e della Communauté des 4 communes.
Di seguito è presentata una tabella relativa alle amministrazioni che si sono succedute in questo comune.
| Periodo           | Periodo           | Primo cittadino | Partito                                                        | Carica  | Note   |
| ----------------- | ----------------- | --------------- | -------------------------------------------------------------- | ------- | ------ |
| 12 giugno 1985    | 25 maggio 1990    | Marco Thoux     | Partito Comunista Italiano                                     | Sindaco | [ 20 ] |
| 25 maggio 1990    | 29 maggio 1995    | Marco Thoux     | Partito Comunista Italiano, Partito Democratico della Sinistra | Sindaco | [ 20 ] |
| 29 maggio 1995    | 8 maggio 2000     | Marco Thoux     | -                                                              | Sindaco | [ 20 ] |
| 8 maggio 2000     | 9 maggio 2005     | Gianpiero Girod | lista civica                                                   | Sindaco | [ 20 ] |
| 9 maggio 2005     | 24 maggio 2010    | Gianpiero Girod | lista civica                                                   | Sindaco | [ 20 ] |
| 24 maggio 2010    | 11 maggio 2015    | Speranza Girod  | lista civica                                                   | Sindaco | [ 20 ] |
| 25 maggio 2015    | 19 settembre 2020 | Speranza Girod  | lista civica                                                   | Sindaco | [ 20 ] |
| 20 settembre 2020 | in carica         | Speranza Girod  | lista civica                                                   | Sindaco | [ 20 ] |

## Sport
Nel comune è possibile praticare vari sport: l'estate la mountain bike, l'escursionismo, il torrentismo nei torrenti Bouro e Pacoulla e la pesca sportiva nei luoghi autorizzati, l'inverno lo scialpinismo e lo sci di fondo lungo la pista di Pian-dou-Coumarial.
È presente inoltre la palestra di arrampicata "Gabriele Beuchod".